# Hemiculter
A Hemiculter  a csontos halak (Osteichthyes) főosztályának sugarasúszójú halak (Actinopterygii)  osztályába, a pontyalakúak (Cypriniformes) rendjébe, a pontyfélék (Cyprinidae) családjába, és az Alburninae alcsaládjába tartozó nem.

## Rendszerezés
A nemhez az alábbi fajok tartoznak.
- Hemiculter leucisculus  (Basilewsky, 1855)
- Hemiculter lucidus  (Dybowski, 1872)
- Hemiculter bleekeri  (Warpachowski, 1887)
- Hemiculter krempfi  (Pellegrin & Chevey, 1938)
- Hemiculter tchangi  (Fang, 1942)
- Hemiculter songhongensis  (Nguyen & Nguyen, 2001)
- Hemiculter elongatus  (Nguyen & Ngo, 2001)